# Međimurska popevka
Međimurska popevka, vrsta tradicijske pučke pjesme iz Međimurja, sjeverna Hrvatska. Izvodi se najviše u ruralnim sredinama u različitim prigodama (blagdanske svetkovine, krštenja, svadbe, karmine, žetve, bratve grožđa itd.). Njeni najstariji sačuvani tekstualni zapisi potječu iz 16. stoljeća. Godine 2013. uvrštena je u registar hrvatskih kulturnih dobara, a 2018. proglašena nematerijalnom svjetskom kulturnom baštinom pod zaštitom „UNESCO-a“ - Organizacije Ujedinjenih naroda za obrazovanje, znanost i kulturu.

## Obilježja
Kao dio međimurske tradicijske kulture nastale prije mnogo stoljeća, međimurska se popevka sastoji od stihova koji se pjevaju na odgovarajuću melodiju. Pjevanje može biti solističko ili grupno, jednoglasno (monofono) ili višeglasno, najčešće bez instrumentalne pratnje, a koristi se uglavnom pentatonska ljestvica, čiji se tonovi kod izvedbe često ornamentiraju. Pjevanje također može biti praćeno tradicijskim plesom – međimurskim kolom. Pjevaju pretežno žene, rjeđe muškarci.
Starije napjeve odlikuju uži melodijski raspon, slijed ton u neprekinutom nizu i jednaki  ritam, te mitska tematika. Kod novijih je karakteristično da ritam postaje raznolikiji, melodija razgranatija, te dolazi do asimetričnosti doba, a tematika je pretežno o stvarnim osobama ili događajima. U popevkama često dolazi do primjene sinkopa i polimetričnosti, a pjeva se s izrazitom osjećajnošću.
Kod samih stihova prevladava lirika, dok je epika manje zastupljena. Pjesme su velikim dijelom u obliku balade ili romance ljubavnog karaktera, ali i sa zavičajno-domoljubnim, obredno-običajnim i drugim sadržajem.

## Povijest
Premda zacijelo znatno stariji, tekstovi međimurske popevke koji su sačuvani do danas, objavljeni su u 16. stoljeću u jednoj pjesmarici, a u 17. stoljeću u Pavlinskom zborniku (Pavlinska pjesmarica). Proteklih stoljeća popevka se pjevala a capella, bez pratnje glazbala, da bi se kasnije postupno uvodili prateći instrumenti, koji su zastupljeni na području Međimurja (tamburice, cimbule, citra i dr.).
Brojni su skladatelji i etnomuzikolozi zapisivali, proučavali i koristili međimursku popevku u svojim djelima, među kojima su najpoznatiji Vinko Žganec, Josip Štolcer - Slavenski, Florijan Andrašec i Lidija Bajuk. Vinko Žganec je od početka 20. stoljeća pa do svoje smrti skupio oko 6.000 popevki, plesova i običaja iz Međimurja, te još više tisuća zapisa u cijeloj Hrvatskoj i susjednim zemljama. Među vokalnim izvođačima izvornih napjeva najznačajnija je nedavno preminula Elizabeta Toplek, poznatija kao Teta Liza. 
Danas se međimurska popevka pjeva znatno manje nego nekada, ali se ipak može čuti prigodom raznih društvenih, kulturnih, vjerskih i obiteljskih događanja u Međimurskoj županiji, pa i drugdje i drugdje Hrvatskoj. Ona je neodvojivi dio tradicijske kulture Međimurja i prepoznatljiv zaštitni znak hrvatskog identiteta najsjevernijeg hrvatskog kraja.

## Galerija
| Promocija filma o međimurskoj popevki u Čakovcu 19. prosinca 2018. | Osvrt na film o međimurskoj popevki nakon prikazivanja 19. prosinca 2018. |

## Vanjske poveznice
- Međimurska popevka - zaštićeno kulturno dobro
- Osnovna obilježja međimurske popevke  Arhivirana inačica izvorne stranice od 12. prosinca 2018. (Wayback Machine)
- Međimurska popevka na mrežnim stranicama UNESCO-a (engleski)
- Oko 6000 međimurskih popevki, plesova i običaja zabilježio je etnomuzikolog Vinko Žganec  Arhivirana inačica izvorne stranice od 14. studenoga 2016. (Wayback Machine)
- Međimurska popevka pod zaštitom UNESCO-a (video)
- U Međimurju se već godinama redovito održavaju smotre međimurske popevke
- Vinko Žganec je prikupio opsežno gradivo narodnih popijevaka